# Верхне-Камский округ
Верхне-Камский округ (Верхкамский) — административно-территориальная единица Уральской области, существовавшая в 1923—1930 годах.

## История
Верхне-Камский округ был образован в ноябре 1923 года. Центром округа был назначен город Усолье. 
26 февраля 1925 года часть округа: Косинский район, Кудымкарский район, Юрлинский район и западная часть Майкорского района — были выделены в новый Коми-Пермяцкий национальный округ. 
По данным на 1 января 1926 года округ был разделён на 7 районов: Берёзовский район, Кизеловский район, Усольско-Лёнвинский район, Майкорский район, Ныробский район, Соликамский район и Чердынский район.
В сентябре 1928 года административный центр округа был перенесён в город Соликамск.
Постановлением ВЦИК от 23 июля 1930 года Верхне-Камский округ, как и большинство остальных округов СССР, был упразднён. Его районы отошли в прямое подчинение Уральской области.

## География
Верхне-Камский округ занимал северо-восточную часть Прикамья. На севере он граничил с автономной областью Коми-Зырян, по линии несколько севернее верховьев реки Печоры. На востоке, по Уральскому хребту граничил с Тагильским округом. На юге граничил с Пермским округом по широте устья рек Колвы и Иньвы. На западе граничил с Коми-Пермяцким национальным округом по водоразделу между правыми притоками Камы реками Коса и Уролка.

## Население
Население округа в 1926 году составляло 203,1 тыс. человек. Из них русские — 95,4 %; татары — 2,5 %; коми-пермяки — 1,5 %. 